# Disc Description Protocol
Das Disc Description Protocol (DDP) ist ein von Doug Carson & Associates entwickeltes Dateiformat und de facto der Standard in der Anlieferung von Masterdaten für die Vervielfältigung von Audio-CDs und DVDs.
Bei Anlieferung der Daten via FTP wird auch der Begriff DDPi verwendet.
Die aktuellen Versionen der Spezifikation sind:
- CD: DDP 2.0
- DVD: DDP 2.10
- HD DVD-ROM: DDP 3.0

Software, die das DDP Format unterstützt:
- Adobe Premiere
- Apple WaveBurner
- DDP Mastering Tools (command line)
- DSP-Quattro
- DVD Studio Pro 4
- GEAR PRO Mastering Edition
- PreSonus Studio One Professional
- Pyramix
- HOFA CD-Burn & DDP, DDP-Player Maker, DDP-Player
- REAPER
- SADiE
- Samplitude
- Sequoia
- SonicStudio SoundBlade
- Sony Blueprint
- Sony Vegas Pro
- Steinberg WaveLab